# Grote grondvink
De grote grondvink (Geospiza magnirostris) is een van de zogenaamde darwinvinken, zangvogels uit de grote Amerikaanse familie Thraupidae (tangaren). De darwinvinken komen als endemische soorten alleen voor op de Galapagoseilanden.

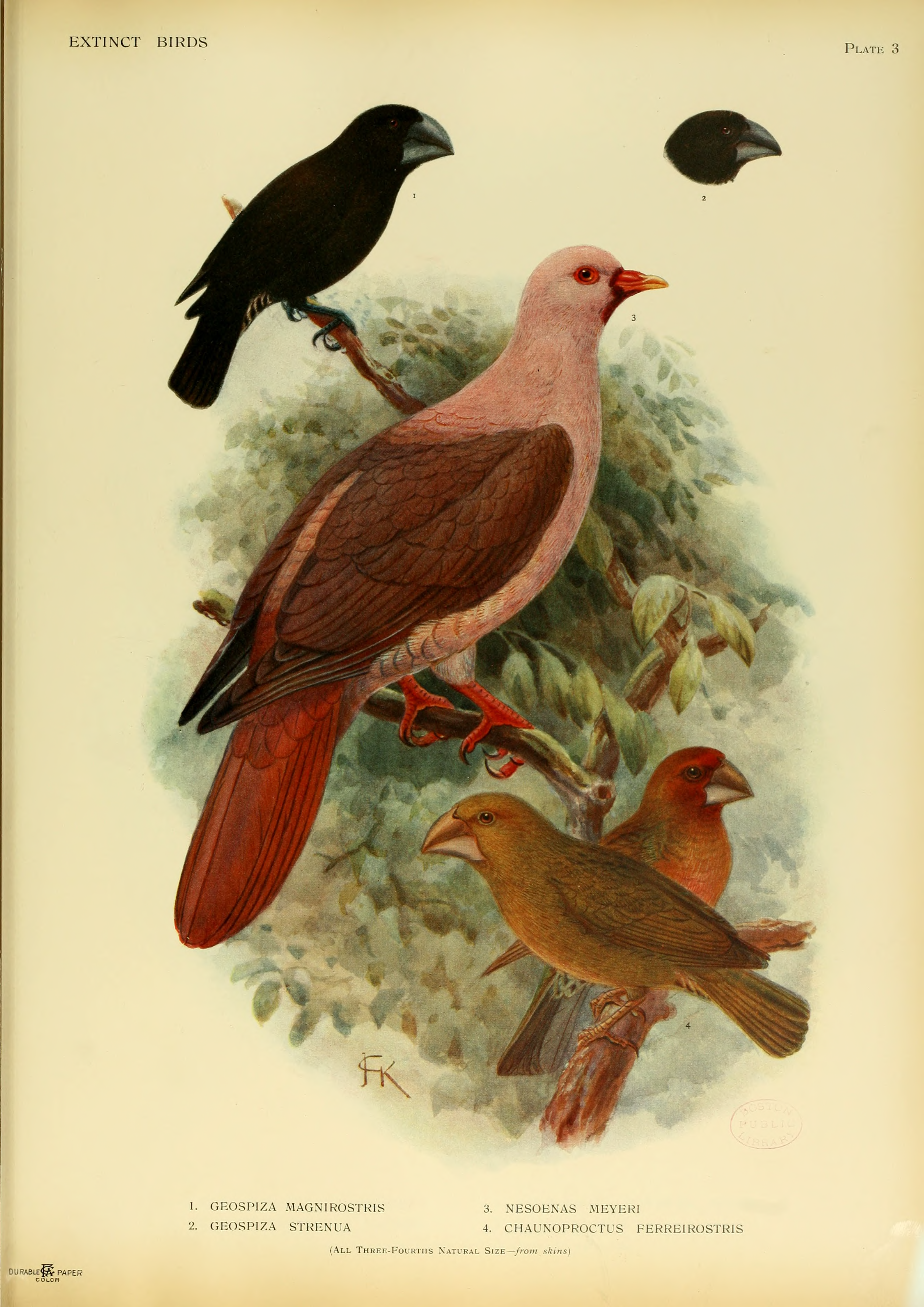
Plaat van John Gerrard Keulemans waarop grote grondvink afgebeeld bij serie uitgestorven vogelsoorten.

## Kenmerken
De grote grondvink is 15 tot 16 cm lang en weegt 27 tot 39 g. De soort is, zoals de naam al zegt de grootste van de drie grondvinken. Het volwassen mannetje is helemaal zwart, terwijl het vrouwtje en onvolwassen vogels bruin zijn en gestreept. Van de drie grondvinken heeft deze vink ook de grootste en dikste snavel, waarmee zij zaden kunnen kraken die door de andere soorten grondvinken niet gegeten kunnen worden.

## Verspreiding en leefgebied
De grote grondvink komt voor in voornamelijk de drogere delen van de meest eilanden, behalve de meest zuidoostelijk gelegen eilanden Floreana, Española, San Cristóbal en Santa Fe. De grote grondvink is overvloedig aanwezig in subfossielen van het eiland Floreana en was daar ook nog in 1835, toen Charles Darwin het eiland bezocht.

## Status
De grote grondvink is geen bedreigde diersoort op de Galapagoseilanden.